# Flughafen Viseu

i7
i11
i13
Der Flughafen Viseu, bis 2015 Flugplatz Viseu (IATA-Code: VSE, ICAO-Code: LPVZ), ist ein Regionalflughafen in Portugal. Er wurde für etwa 30 Mio. € bis Ende 2014 renoviert. Alle Sicherheitstests der Kategorie 3 wurden durchgeführt und bestanden. Die Stadt Viseu beabsichtigte den ausgebauten Flughafen ab 2015 für nationale und internationale Flüge zu nutzen. Der Flughafen liegt rund zehn Kilometer nördlich von Viseu entfernt. Der Flughafen wird auch von der Portugiesischen Armee als Flugschule mit einer CASA C-295 und von Sport- und Privatflugzeugen genutzt.
Da der Flughafen eine Start- und Landebahn von nur 1224 Meter hat, können hier portugiesische Fluggesellschaften wie TAP Portugal, Portugália Airlines, Seven Air Aero VIP, und SATA Air Açores nur mit Flugzeugen der Größe wie die Dornier 328, Embraer ERJ 145, Dornier 228, De Havilland DHC-8, ATR 42 und die Cessna Citation CJ2 starten und landen.
Zweite und neue Landebahn: In einem 6-stufigen strukturierten Erweiterungsszenario bis 2041, wird der Bau einer neuen Landebahn mit einer Anfangslänge von 1700 Metern und einem Ende von 2700 Metern sowie eines Passagierterminals mit einer Anfangskapazität von 56 Sitzplätzen bis zu 300 Sitzplätzen gebaut. Auch das Frachtterminal kann auf eine Fläche von 1125 Quadratmetern erweitert werden.
Im Jahr 2018 bediente die portugiesische Regionalfluggesellschaft Aero VIP unter der Marke SevenAir den Flughafen mehrmals täglich mit Cascais bei Lissabon. Der Flug ist Teil einer Nord-Süd-Verbindung, die die Städte Bragança, Vila Real, Viseu, Cascais und Portimão verbindet – sie werden nacheinander auf der Flugroute angeflogen.